# 贝氏小蚁蛛
贝氏小蚁蛛（学名：Micaria berlandi）为平腹蛛科小蚁蛛属的动物。在中国大陆，分布于内蒙古等地。该物种的模式产地在内蒙古。